# Annen-Polka
Annen-Polka (Polka d'Anne) est une polka de Johann Strauss II (op. 117). L'œuvre est créée le 24 juillet 1852 dans les jardins de Zum Wilden Mann au Prater de Vienne.

## Histoire
La polka est créée à l'occasion de l'Annenfest annuel au Prater de Vienne. Elle est dédiée à toutes les femmes prénommées Anne, Nina ou Nanette. Cette pièce est l'une des polkas du compositeur ayant le plus de succès et l'une des compositions de Strauss les plus jouées. Ses contemporains sont enthousiastes. Ironiquement, cette délicate polka est créée dans le jardin du café Zum Wilden Mann. Une dédicace de l'œuvre à l'ancienne impératrice Maria Anna (1803–1884) est parfois mentionnée, mais sans preuve véritable. Incidemment, l'œuvre ne doit pas être confondue avec la composition du même nom de Johann Strauss (père) op.137 de 1842.

## Durée
Le temps de lecture sur le CD répertorié en références est de 4 minutes et 27 secondes. Elle peut varier quelque peu selon l'interprétation musicale du chef d'orchestre.

## Version chantée
La polka d'Anne apparaît sous Mir ist auf einmal so eigen zumute (également appelé Schwipslied d'après la version de Korngold de 1931) dans l'opérette Eine Nacht in Venedig[réf. souhaitée].

## Postérité
La pièce est jouée lors du célèbre concert du nouvel an à Vienne : en 1940, 1942 et 1944 (Clement Kraus) ; 1947 (Josef Krips) ; 1949 (Clement Kraus) ; 1955, 1959, 1966 et 1975 (Willi Boskovsky) ; 1984 (Lorin Maazel) ; 1987 (Herbert von Karajan) ; 1998 (Zubin Mehta) ; 2009 (Daniel Barenboim) ; 2015 (Zubin Mehta) ; 2025 (Riccardo Muti).